# オットー・カーンバーグ
オットー・カーンバーグ（英：Otto Friedmann Kernberg、1928年9月10日 - ）は、オーストリアのウィーン出身のアメリカ合衆国の医学者、精神科医、精神分析家。ウェイル・コーネル医科大学教授。妻は児童分析家のポーリナ・カーンバーグ。
彼は、境界性人格構造や自己愛病理に関する精神分析理論によって非常に広く知られている。また、彼の仕事は戦後の自我心理学(これは主に米英で発達した)とクライン派の対象関係論(これは主に大陸欧州と北アフリカで発達した)統合の中心であり続けた。彼の統合的な文章は、おそらく現代の精神分析医達の間で最も広く受け入れられている理論である、現代対象関係論の発展の中心だった。
彼の主な貢献は、自己愛と対象関係論及び人格障害の領域に存している。彼は構造的構成と重篤性の度合いに沿って人格障害を調整するための新しく有用な枠組みを開発した。彼は1972年にニューヨーク精神分析学会のハインツ・ハートマン賞を、1975年のエドワード・A・ストリーカー賞をペンシルベニア病院研究所から、1981年に精神分析医学協会のジョージ・E・ダニエルズ・メリット賞を、授与された。
他の主要なカーンバーグの貢献は彼の発達モデルである。このモデルの中で彼は人が達成しなければならない3つの発達上の課題を記述している。ある発達上の課題を達成することに失敗した場合、これはある精神病理を発展させる高危険に対応する。最初の発達課題に失敗することによって、それは自己と他者の精神的な明確化のことなのだが、多様な精神病を発展させる高危険が生じる。2番目の課題(スプリッティングの克服)が達成されないと、境界性人格障害を発展させる高危険が生じる。

## 経歴
ウィーン生まれ。ユダヤ系。1939年、カーンバーグ（ドイツ語読みではケルンベルク）は家族とともにナチスドイツから逃れて、チリに移住した。生物学と医学を学び、後に精神医学と精神分析学をチリの精神分析学会に学んだ。
彼はロックフェラー財団の研究奨励制度によって、ジョン・ホプキンス病院でジェローム・フランクに精神療法の研究で師事するため、1959年に初めてアメリカ合衆国に来た。1961年に彼はC.F.メニンガー記念病院に参加し(後に所長になった)アメリカ合衆国に移住した。精神分析者のためのトピカ研究所の精神分析者達を指導・教育していて、メニンガー基金による精神療法研究プロジェクトの責任者だった。1973年に彼は、ニューヨーク州精神医学研究所の一般臨床サービスの責任者となるため、ニューヨークに移転した。1974年にコロンビア大学の内・外科医のカレッジで精神科の教授に任命され、精神分析の教育及び研究のためのコロンビア大学センターで精神分析医を教育・指導していた。1976年にコーネル大学の精神科教授と、ニューヨーク・コーネル病院医療センターの人格障害研究所所長に任命された。彼は1997年から2001年まで国際精神分析学会の会長だった。

## 転移焦点化精神療法
オットー・カーンバーグは、転移焦点化精神療法(Transference-focused psychotherapy ; TFP)として知られる、精神分析的精神療法の集中的な形式をデザインしたが、これは境界性人格構造の患者により向いているとされる。境界性人格構造の患者は情動と思考においていわゆる「スプリット」を経験すると言われ、治療の意図された狙いには自己と対象の表象に分裂した部分を統合することに焦点が当てられている。
TFPは、一週間に最大3回45分～50分のセッションを必要とする、境界性人格構造(BPO)の患者に向けて特にデザインされた、精神分析的精神療法の強力な形式だ。それは、その個人が情動の込められた自己と特定の他者の和解に至っていない矛盾する内的表象を抱えているものと見なす。これらの矛盾した内的対象関係に対する防衛は同一性拡散と呼ばれ、他者や自己との関係を阻害する原因となる。自己や他者や関連する情動に対する歪んだ知覚は、セラピストとの関係の中に出現する(転移)時治療の焦点となる。これらの歪んだ知覚に対する無矛盾な解釈は変異のメカニズムと考察されている。

### 適合する患者
カーンバーグはTFPを特に境界性人格構造の患者のためにデザインした。彼によれば、これらの患者は自我拡散や原始的防衛操作及び不安定な現実検討能力に苦しんでいる。
自我拡散は病的な対象関係の結果なのであり、矛盾的な性格特性や、自己と非常に理想化されるか価値を引き下げられるかした対象との関係の不連続を含んでいる。しばしばBPO患者により使用される防衛機制は、スプリッティング、否認、投影性同一視、原初的な理想化と脱価値化、全能感、である。現実検討能力は、人の自己と対象の知覚を変容させる原初的防衛機制から否定的な影響を受けている。

### TFPの終着点
TFPの主たる終着点は、より良い行動制御、強化された情動規制、より親密で満足の行く人間関係、人生の目標を追求する能力である。これは、統合された自他表象の発展、原初的防衛操作の修正及び患者の内的表象世界の断片化を永続させる自我拡散の解決、を通して達成されると信じられている。これをするために、患者によって情動の込められた従前の人間関係の内的表象は、セラピストがセラピー上の関係において気付くものとして、即ちこれは転移のことであるが、一貫して解釈される。明確化や対立や解釈のテクニックは発展する患者とセラピストの間の転移関係の内に使われる。

### 治療の焦点
他の多くのBPOへの治療法とは異なる、TFPの際だった特徴は、BPOの症状の根拠をなす特有の心的構造の着想にある。BPO患者は心の基礎的な分裂に苦しんでいる。自己と他者の相貌は防衛的に『すべて善』か『すべて悪』の表象に分割される。この内的分裂は、患者の、他者や一般的な周囲の状況を経験する方法を決定する。治療の目標は分割された自己と対象の表象を統合することにある。
この分裂は文字通り、自己と対象の表象の善なる部分を支配し制御し破壊する可能性のある、攻撃的衝動に対する防衛である。自己と対象の表象における善なる部分は分割することによって守ることを試みられる。
BPOは情動的なものが込められた人間関係の体験(それは時を経てその人の心に累積的に内面化され彼または彼女の精神構造に『対象関係対』として構築される)に起因するだろう。
精神発達の過程では、これらの分離された二者はより成熟した柔軟な自他の感覚を伴い統合された全体へとまとめられる。

### 治療手順

#### 契約
治療は治療契約の作成により始まるが、それはすべての患者に適用される一般的なガイドラインと、治療過程を妨害するかもしれない個別の患者の問題領域より作成された特別項目から成っている。契約にはセラピストの責任も含まれている。患者とセラピストは治療が進展する以前に治療契約の内容について合意をしなければならない。

#### 治療経過
TFPは以下の3つのステップから成っている。
- (a)転移における個別の内的対象関係の診断的記述
- (b)転移における自己と対象の表象の合致、転移・逆転移における彼らの振るまい、に関する診断的詳細
- (c)自己と他者が統合された感覚(自我拡散を解決する)をもたらす、分裂した自己表象の統合

治療の最初の年においては、TFPは以下の問題階層に焦点を合わせる。
- 自殺的、自己破壊的行動の封じ込め
- 治療を破壊する多様な方法
- 優勢な対象関係パターン(未統合または未分化である自他の情動・表象からより首尾一貫した全体へ)の同定及び要約[1]

#### 診断の詳細
精神療法上の関係においては、転移によって自己と対象の表象が活性化される。治療の途上において、投影や同一化が働き、すなわち、価値の引き下げられた自己表象がセラピストに投影され、また一方で患者は危機的な対象表象を同一視する。これらのプロセスは普通怒りや恐怖といった情動体験とつながっている。転移によって活性化されるだろう自己－対象による表象の例を以下に述べた。
- 自己 - 対象
- コントロールされ怒る子供 - コントロールする親
- 望まれぬ放任された子 - 自己陶酔的な親
- 障害のある子供 - 軽蔑する親
- 嫌がらせの犠牲者 - サディスティックな攻撃者
- 剥奪された子供 - 自己中心的な親
- 性的に興奮する子 - 去勢する親
- 扶養され満足する子 - 溺愛し賞賛する親

転移から浮かび上がってくる情報は、2つの理由により、その人の内的世界への直接的な接近手段を供給する。第一の理由は、共有する現実に対する矛盾した知覚をすぐに議論の俎上に載せることが出来ることから、それがセラピストと患者双方により同時に観察されうること。第2の理由は、共有している現実に対する知覚は情動を伴うのに対して、歴史的題材に関する議論は知的質を持ち得てはしも、だからこそあまり参考にならないこと。
分裂した自己表象の解釈的統合
TFPは精神療法セッションにおける解釈の役割を強調する。自他の表象の分裂が治療を通し演じきられるので、セラピストは、断片化した自他の感覚による継続的分裂を下支えしている原因(恐怖や不安)を患者が理解するのを手助けする。この理解には治療上の関係内での強い情動経験を伴う。この理解と情動経験の結合は、分裂した表象の統合や、患者のアイデンティティーと他者の経験が統合された感覚の創出を導く。それ故、精神構造の統合はBPO症状の低減をもたらしうる。

### 変異のメカニズム
TFPにおいて仮定された変異のメカニズムは、カーンバーグの発達に基礎を置く境界性人格構造の理論に由来しているが、自他における未統合で未分化な情動と表象に関して概念化されたものだ。自と他の表象の一部は対をなしていて、対象関係対と呼ばれる心的単位内の情動に結びついている。これらの対は精神構造の要素である。境界性病理では、内的な対象関係対の欠落は、否定的表象が自と他(全面的な善か悪として見られる人々)の理想化された肯定的表象からすっかり分離され隔離されているような、『分裂』した精神構造に該当する。推定されているTFP治療患者の全体的な変異のメカニズムとは、これらの分極した情動の諸状態や自他表象をより首尾一貫した全体へと統合することなのだ。

## 自己愛理論とハインツ・コフートとの論争
オットー・カーンバーグは自己愛には3つのタイプがあると述べている。つまり、健全な大人の自己愛、健全な子供の自己愛、病的な自己愛、である。病的な自己愛は、自己の病的構造におけるリビドー備給として定義され、自己愛性人格障害が全体の中で最も重度なのだが、更に3つのタイプ(幼児的自己評価規範への退行、対象の自己愛的選択、自己愛性人格障害)に分けられる。未だに、自己愛はオットー・カーンバーグとハインツ・コフートの間の不調和の大きな源であり続けている。両者とも、自己愛的、境界的、精神病的な患者に焦点を当てているのだが、その焦点と彼らの理論と治療の内容は相当に違ってきた。彼らの主要な相違点は、自己愛性と境界性の人格、正常と異常の自己愛、自己愛的理想化と誇大自己に関する着想、同じく精神分析手法と自己愛転移、の間の関係についての概念化に対する反応の上に現れる。

## 自己愛の理論
カーンバーグによると、自己とは複数の自己表象から成る精神内部の構造のことだ。それは善と悪の自己イメージを統合しているような現実的な自己である。すなわち、自己はリビドーと攻撃性の備給された要素が組み合わさった構造を構成する。カーンバーグは通常の自己愛を自己のリビドー備給として定義した。しかしながら、この自己のリビドー備給が、単にリビドーエネルギーの本能的源から生じているわけではないことは、強調される必要がある。それどころか、自我－超自我－イドといった、自他の精神内部の構造間の諸関係に由来するのだ。

## 自己愛の類型

### 健全な大人の自己愛
これは普通の自己構造に基礎を置く普通の自己評価のことである。この人は、摂取された対象表象の全体を持ち、安定的な対象関係と強固な道徳体系を持つ。超自我は十分に発達し他と区別されている。

### 健全な子供の自己愛
自己評価の規範は年齢にみあった満足を通して生起するが、それは子供の健全な価値・要求・禁止の体系を含み意味する。

### 病的な自己愛
3つの亜型
- 幼児的自己評価規範への退行。理想自我は子供のような欲求や価値および禁止により支配されている。自己評価の規範は、大人の生活では廃棄されるような幼児的快楽に対する表出や防衛に過剰に依存している。これは最も軽度な病的自己愛のタイプだ。
- 自己愛的対象選択。このタイプは初めのものよりは深刻だがより稀である。幼児的自己の表象は対象に投影され、その同じ対象を通して同一化される。それ故、リビドー連合が生じ、そこでは自己と他者の機能が入れ替わる。
- 自己愛性人格障害。このタイプは健全な大人の自己愛とも健全な子供の自己愛への退行とも違う。最も重篤なタイプであり精神分析療法に適している。

カーンバーグの見方では、自己愛性人格は、健全な大人の自己愛から区別され、健全な子供の自己愛に向けられる固着あるいは退行からも区別される。発達の原初的段階での固着や特定の精神内部の構造の発達の欠落では、自己愛性人格の特徴を説明するのに十分ではない。それらの特徴(自我と超自我構造の病的な区別と統合の過程を通しての)は病的な対象関係の結果なのだ。病的自己愛は単なる自己の内でのリビドー備給なのではなく、病的で未発達な自己の構造の内でのものなのだ。この病的構造は早期の自己と他者のイメージに対する防衛（それらはリビドー的あるいは攻撃的な備給である）を表出する。精神分析のプロセスは原初的対象関係、衝突と防衛(それらは対象が安定する前の発達段階では典型的である)を明るみに出す。

## カーンバーグ vs コフート
オットー・カーンバーグとハインツ・コフートは、過去と現在の精神分析理論に顕著な影響を与えてきた二人の理論家であると考えられる。二人とも、分析的治療には合わないという風に考えられていた患者の観察と治療に焦点を当てた。彼らの主たる業績のほとんどが、自己愛性か境界性か精神病の病理を持つ人達に関係している。今なお、これらの障害の原因、精神構造、治療法、に関する彼らの見取り図は大幅に違っている。全体として見ると、コフートは、根本的にジグムント・フロイトの仮説的諸概念から出発した自己に関する理論家と見なされ、主に人々の自己組織化や自己表現への欲求に焦点を当てた。カーンバーグは対照的に、フロイト派のメタ心理学への忠誠を残し、人々による愛憎を巡る苦闘に関してより力を注いだ。彼らの主たる違いを以下に要約する。

### 自己愛性人格と境界性人格の関係
この二人の理論家の主要な不一致の1つは、自己愛性・境界性人格障害内の概念化を中心に展開している。カーンバーグによれば、自己愛的な人の防衛構造が境界性の人のそれとよく似ているのは、スプリッティングや投影性同一視のような防衛を見る時にそれが明白になるのだが、前者が境界性人格構造に基礎を置くからなのだ。彼は、彼/彼女の感情や欲求に対して無関心でうわべだけで(冷淡に)子供を扱う母親代理の重大な役割を強調することにより、これらの人々への阻害の起源としての環境要因と体質的要因を識別する。コフートは他方、境界性人格を自己愛性人格とはすっかり違ったもので、分析的治療から受けられる利益も少ないと見ている。同様に、自己愛性人格はより回復力に富む自己によって特徴付けられるので、分析により適している。コフートによれば、環境だけがこれらの人々の苦しみの主たる原因である。更には、双方が自己愛性人格の理論化において「誇大自己」の概念に焦点を当てるのだが、彼らは異なった説明をそれに与えている。コフートにとって「誇大自己」は「原初的で『正常な』自己の固着」の反映であり、一方カーンバーグにとってはそれは病的な発達なのであり健全な自己愛とは違うのだ。コフートにとって治療は主に患者の自己愛的な欲求や希望、転移のプロセス中で露呈するを要求を促進させることに中心を置くべきものである。カーンバーグにとっては、治療の目的には患者が彼/彼女の内的な断片化した世界を統合するのを手助けするために対立の戦略が用いられるべきなのだ。

### 健全な自己愛 vs 病的な自己愛
コフートとカーンバーグ間の主たる議論の1つは健全と病的な自己愛に関するものだ。前述のように、コフートは自己愛性人格が発達停止に苦しめられていると仮定する。特に、彼はこのタイプの人格は、親の環境下での子供時代の発達においてなお満足を与えられなかったところの、順応性のある自己愛的な希望や要求や対象を、映し出していると仮定する。ここにおいて、誇大自己は健全な自己と成るべき見込みの原初的形式以上のものではない。このことが起こらなかった時に病的自己愛が出現するのだ。病的自己愛に対する彼の説明では、どのようにこの障害が発達するかの原因を規定するためにリビドー的力や備給に注意が支払われている。彼にとってこの攻撃衝動はリビドー衝動に関して第2番目に重要なものなのであり、凡庸な攻撃性と自己愛的憤怒を区別すべきである理由なのだ。前者は、彼によるなら、現実的なゴールに向かう場合の妨害物を消すための適応であるのに対し、後者は自己愛的な傷に対する強力な反応である。カーンバーグは、しかしながら、コフートの着想を攻撃性の力を重視しないものだと見なしている。彼は、自己愛的振る舞いが攻撃衝動がその中心的役割を担うような病的発達の結果であると提案することによって、フロイト派の概念化をより支持する。彼は、自己愛は全体に見てリビドー衝動から分けて考えることが出来ない強い攻撃衝動を含んでいると述べている。「各自の内的対象関係の発達をリビドー的・攻撃的衝動の双方の肢に関係づけることなしに、健全あるいは病的な自己愛の変遷を学ぶことは出来ない」と彼が言うように。

### 自己愛的理想化と誇大自己の関係
コフートは、転移を発展させる能力を欠いていて幾らかの患者は分析できなかったと示唆した、古典的なフロイトの考え方から離れた。彼は、自己愛患者は転移を出現させる能力があるがこれらは他の患者(神経症のような)とやや違うのだと主張した。彼は3つのタイプに分けたのだが、すなわち理想化、鏡、双子転移である。彼のカーンバーグとの議論はほとんど理想化転移に関係していて、コフートによると、健全な発達における原初レベルでの固着と関係している。それでもカーンバーグは理想化転移は、転移において誇大自己の実質的な駆り立てに対する反応として形成されたところの、理想化の病的な型以上ではないと信じた。

### 精神分析の技法と自己愛的転移
オットー・F・カーンバーグとハインツ・コフートは、分析者の役割と同様に分析のプロセスを、まったく違う観点から尊重した。

#### オットー・カーンバーグによる病的自己愛に関する分析的立場
カーンバーグは、転移の中に現れる誇大自己と理想化の防衛的機能に関する方法論的で永続的な解釈を求めた。『重度人格障害　～精神療法の方策』(ニュー・ヘイブン：イェール大学出版局)。分析者の役割は、特に対立的なプロセスにおいては、自己愛者の病的構造を修正するため、補助的と言うよりはむしろ中立的であるべきである。「分析者は、これらのケースの個別的な転移の質に焦点を当て続け、一貫して患者の全能的支配と価値の引き下げへの努力に対抗しなければならない」自己愛的現象の攻撃的解釈に対するこの伝統的な強調は、フロイト初期に分析不能だった自己愛神経症と、分析過程で最も強情な抵抗を起こす自己愛的防衛、に対する見方に由来し完全に一致している。

#### ハインツ・コフートによる病的自己愛に関する分析的立場
原始的誇大感や理想化を現実からの防衛的退却の表象として見る一方で、ハインツ・コフートは分析場面での自己愛的錯覚を発達上の重大な契機を確立しようとする患者の試みの表象として捉える。これらの自己愛的錯覚はそれ故自己の活性化への契機を与える。だから、ハインツ・コフートは治療における分析者の立場が十全な自己愛転移を、問題にする代わりに、励起するべきであるところに存すると主張する。これを確立するため、分析者は共感的理解を示せなければならないが、それには自己愛的錯覚に対する感受性と、彼らへ異議申し立てをしたりそれらが非現実であることを示唆したりのすべてのいかなる負担をも忌避することを必要とする。ハインツ・コフートは自己愛転移と自己-対象要求の概念を使う。彼はまた幼稚症と、分析者とその他の全員に対する過剰な要求であるように見えるものの重要性を強調する。放棄されるべき本能的希求というよりはむしろ、あたたかく受け入れ理解されるべき発達上の要求を彼らは見失っている。患者は、彼の発達の早期に何が失われたのかを他者から引き出そうとすることにより、自己治癒を手探りしている。ハインツ・コフートは、分析者がどのように彼が知っていると思っていようと、患者は彼が何を必要としているのかを知っていると感じている。彼は成熟におけるまた発達を通しての希望の重要性を強調する。自己の経験を活性化する理想と理想化への要求が持続してある。彼の自己愛患者との仕事の中において、ハインツ・コフートの精神分析的方法論の決定的特徴はだから共感的没入(あるいは代行的検討)となり、それ故彼は患者の身になって考えようとする 。この見地は上記に議論したフロイト早期の自己愛的防衛の分析可能性に関する見地と好対照である。

#### ハインツ・コフートとオットー・F・カーンバーグにより考察されたアプローチ
コフートとカーンバーグの両方は、互いのアプローチを逆効果だと見なしていた。コフートの視点からは、カーンバーグが勧める方法論的解釈アプローチは、自己愛的に弱い患者により攻撃として解釈され激しい自己愛的憤怒を生成する。カーンバーグはこれらの患者を治療するためにむしろこの方法論を勧めているので　自己心理学はカーンバーグをそれを治療する代わりに自己愛を創造していると見なしている。他方、カーンバーグは(より伝統的な視点から)コフートのアプローチは何ももたらさないと見ている。患者の錯覚に対する、それらが結局はひとりでに減退するのだという仮説を伴う、疑問を差し挟まない受容は患者の防衛との共謀を意味する。分析の過程はそれ故堕落し、分析者は有意義に患者を手助けしうる人物として出現することはない。

#### 統合関係的アプローチ
しかしながら、ミッチェルは　カーンバーグとコフートの観点が双方つなげられた統合関係的アプローチを提案している。彼の意見によれば、「自己愛へのより伝統的なアプローチは、自己愛的錯覚が防衛的に使用される、重要な道筋を強調しはするが、それらの健康と創造性における、またある種の発達上不可欠な他者との関係性の確立における、役割を見落としている。発達停止アプローチ(コフート)は自己愛的錯覚の成長増進機能を強調した自己愛への考え方を生んだが、それらはしばしば被分析者と分析者を含む他の人々との現実的関与を収縮させ阻害する領域を見逃している。」とする。ミッチェルは「被分析者の錯覚をはっきりさせ抱擁することが一方で、それらが経験されうるより大きな背景の提供がもう一方であるような、微妙な弁証法」を勧める。

## カーンバーグの発達モデル
カーンバーグの主要な貢献の1つは彼の発達モデルである。このモデルは主に、健全な関係を発達させるために完遂しなければならない発達上の諸課題の上に構築されている。各々の発達上の課題を完遂することは精神病理のレベルを表わしていて、それは見出しの発達諸段階を基にして叙述されている。更に、彼の発達モデルはカーンバーグの、フロイトとは違う、欲動に関する見方を含み込んでいる。カーンバーグは明らかにメラニー・クライン、彼女のモデルは主に妄想－分裂ポジションと抑鬱ポジションに頼っている、に触発された。カーンバーグの着想に関するより詳細な情報はコーエン・Mによる最近の出版物の中に見付けることが出来る。

### 初めの数ヶ月
カーンバーグは幼児に関して、彼の人生の最初の数ヶ月においては、この経験の感情価を土台とする経験を整理しようと苦闘するものとして見ている。幼児は2つの異なった情動状況の間を行ったり来たりする。ひとつ目の状況は快楽と喜びによって特徴付けられ、もう一つの状況は不快と痛みや苛立ちのことだ。どの状況にあるかに拘わらず自他の間では区別されていない。

### 発達上の課題

#### 第一の発達上の課題：自己と他者の精神上の明確化
最初の発達上の課題は、自己であるものと他者であるものの区別を付ける能力を具現化する。この課題が達成されないと、自身の経験と他者の経験の区別が付けられないから、分離され区別された依拠しうる自己の感覚を発達させ得ない。この失敗は、すべての精神病状況への主要な前触れとなると仮定されている。統合失調症の諸症状（幻覚、妄想、断片化）においては、私達は、内的と外的世界、自身の経験と他者の経験、自身の心と他者の心、を区別する能力が欠落しているのを見ることが出来る。

#### 第二の発達上の課題：スプリッティングの克服
第二の発達上の課題はスプリッティングの克服だ。第一の発達上の課題が達成された時、人は自己イメージと対象イメージの区別が出来るようになる。しかしながら、これらのイメージは情動的には分離されているに止まる。愛すべき自己のイメージや善き対象のイメージは肯定的情動により纏まっている。憎むべき自己のイメージと悪い苛立たせる対象のイメージは否定的または攻撃的情動により纏まっている。善なるものは悪なるものと区別されている。
この発達上の課題が達成されると、子供が対象を『全体』として見ることが出来るので、子供が対象を善でも悪でもあるものとして理解しうることを意味する。対象を『全体』として見ることの次に、子供は自己を、愛するものと憎むもの、同時に善でも悪でもあるものと見なす必要がある。この第二の発達上の課題に失敗すると、これは境界性人格(対象と自己が善でも悪でもあると見られない、何かが善あるいはそれは悪であり、双方の情動は同一対象に同時に内在し得ない、ことを意味する)をもたらす。

### 発達段階
カーンバーグの自己と対象の発達モデルは、内的対象関係の成長単位描く5つのステージに基礎を置くが、そのうちのいくつかは早い段階の間に起こり始める。ステージは静的なものではなく流動的なものとされる。
- ステージ1（0から1ヶ月）：健全な自閉

このステージは、自己と対象の表象が区別されないものとして特徴付けられる。このステージはマーラー、パイン、バーグマンの自閉概念と同じである。
- ステージ2（2ヶ月から6～8ヶ月）：健全な共生関係

このステージの初めには子供は対立する感情価を統合できない。リビドー的備給および攻撃的備給をされた表象は『善き』自己-対象の表象と『悪しき』自己-対象の表象に厳密に分けられる。
- ステージ3（6～8ヶ月から18～36ヶ月）：自己の対象関係からの区別

このステージでは、『善』の自己-対象の表象が『善』の自己と『善』の対象に区別され、直後に『悪』の自己-対象表象が『悪』の自己と『悪』の対象に区別される。子供の自己と他者の区別の失敗は精神病的人格構造をもたらし、第一の発達上の課題の達成に失敗しステージ2にはまり込む。このステージでは自己と他者の区別が起こるが、善および悪の自己および対象の表象は、母との理想的で善い関係を悪い自己表象や悪い母の表象の汚染から守るため、スプリッティングのメカニズムを通じて厳しく分けられる。
- ステージ4（36ヶ月以上でエディプス期を経る）：自己表象と対象表象の統合

このステージでは、『善(リビドー備給された)』と『悪(攻撃的備給された)』の自己と対象の表象ははっきりした自己システムと全体的な対象表象に統合される。肯定的と否定的特徴の両方を含む自己と他者の可能性が理解されうる。これに失敗すると境界性人格構造を残し、第二の発達上の課題の達成に失敗しステージ3にはまり込む。その結果、善き自己と対象は、善と悪の分裂によりもたらされる攻撃性からなお防御されなければならない。
- ステージ5：超自我と自我の統合の強化

このステージでは、自我、超自我およびイドははっきりとした精神内部の構造に統合される。
すべての発達上の課題の完遂に成功すると、子供は神経症的人格構造を発達させるが、それは最も強い人格構造なのである。

## カーンバーグの欲動に関する見解
フロイトの観点とは違って、カーンバーグによると欲動は生まれつきのものではない。リビドーと攻撃の衝動は他者との相互作用の経験により時を経て発達し形成される。子供の善と悪の情動はリビドーと攻撃の衝動の内に形成され固められる。善は、快い他者との相互作用として、時を経て快楽追求的(リビドー的)な衝動に固まる。同じように悪は、他者との不満足で苛立たしい相互作用として、破壊的(攻撃的)な衝動に時を経て固まる。

## 関連人物
- ハインツ・コフート
- メラニー・クライン